# Dense-rock equivalent
Das Dense-rock equivalent (DRE) ist ein Maß für das Auswurfvolumen eines Vulkanausbruchs, das auch mit „blasenfreies Magma“ übersetzt wird. Die unterschiedlich dichten Ablagerungsprodukte von explosiven vulkanischen Eruptionen werden auf das blasenfreie Ausgangsmagma zurückgeführt, um das Auswurfvolumen verschiedener Eruptionen besser vergleichen zu können. Die Einheit ist üblicherweise Kubikkilometer (km³).

## Berechnung
Die Menge des bei Vulkanausbrüchen ausgestoßenen Materials kann nur über die Vermessung und Schätzung der abgelagerten Pyroklastika erfolgen. Da bei fast jedem explosiven Ausbruch verschiedene Ablagerungsformen anfallen, müssen deren DRE-Volumen getrennt ermittelt und dann addiert werden:
{\displaystyle DRE_{ges}=\sum DRE_{abl}}
Das Material kann in folgenden Formen vorliegen:
- in lockerer Form (Tephra) wie
  - Bims (Dichte 240 kg/m³) oder
  - vulkanische Asche (1000 kg/m³)
- in kompakter Form wie Tuff
- in verschmolzener Form wie Ignimbrit (2400 kg/m³).

Das jeweilige DRE-Volumen wird mit folgender Formel errechnet:
{\displaystyle DRE_{abl}(km^{3})=V_{abl}(km^{3})\cdot {\frac {\rho _{abl}}{\rho _{mag}}}}
mit
- dem Ablagerungs-Volumen {\displaystyle V_{abl}}
- der Ablagerungs-Dichte {\displaystyle \rho _{abl}} (s. o.)
- der Magma-Dichte {\displaystyle \rho _{mag}}, je nach Magmatyp 2200 bis 2800 kg/m³.

## Magnitude
Bislang wurde zur Ableitung des Vulkanexplosivitätsindex das Volumen des abgelagerten Materials verwendet, ohne die unterschiedliche Dichte zu berücksichtigen, was die Vergleichbarkeit unterschiedlicher Eruptionen erschwerte.
Nun kann die Magnitude aus der insgesamt eruptierten Masse {\displaystyle m_{ges}} oder direkt aus dem DRE errechnet werden:
{\displaystyle {\begin{alignedat}{2}M&=\log _{10}([m_{ges}(kg)]&&-7)\\&=\log _{10}([DRE_{ges}(m^{3})\cdot \rho _{mag}(kg/m^{3})]&&-7)\end{alignedat}}}

## Beispiel Pinatubo
Der Ausbruch des Pinatubo 1991 ist recht gut dokumentiert und soll hier aus Beispiel dienen. Der Ausbruch hinterließ zwei große Formen von Ablagerungen, die hier die Basis der Kalkulation bilden: erstens die Fallablagerungen von Bims und vulkanischer Asche, zweitens die Ablagerungen von pyroklastischen Strömen.
| Ablagerung            | Volumen          | Dichte              | DRE             |
| --------------------- | ---------------- | ------------------- | --------------- |
| Bims                  | 3,4 bis 04,4 km³ | 1100 kg/m³          | 1,6 bis 2,0 km³ |
| Pyroklastische Ströme | 5,0 bis 06,0 km³ | 1000 bis 1300 kg/m³ | 2,1 bis 3,3 km³ |
| Summe                 | 8,4 bis 10,4 km³ |                     | 3,7 bis 5,3 km³ |

Die Magmadichte von Dazit wurde mit 2400 kg/m³ angesetzt. Aus der gerundeten Summe von 5 km³ DRE wurde die Magnitude von 6,0 errechnet (Größenordnung der ausgeworfenen Massen: {\displaystyle m_{ges}\approx } 1013 kg = 10 Mrd. Tonnen).